# Johann Heinrich Stradal
Johann Heinrich Stradal (* 20. November 1821 in Leitmeritz; † 27. August  1910 in Teplitz) war ein deutsch-böhmischer Jurist und Kommunalpolitiker, der für seine Verdienste u. a. in seinen beiden Wirkungsorten zum Ehrenbürger ernannt wurde. 

## Leben und Wirken
Stradal stammte aus einer in Leitmeritz seit dem Mittelalter ansässigen deutsch-böhmischen Patrizierfamilie und war der Sohn des promovierten Juristen Franz Stradal. Nach dem Schulbesuch studierte er Rechtswissenschaften und promovierte 1835 zum Dr. d. R. an der Juristischen Fakultät der Karls-Universität in Prag, deren Akademischen Senat er später angehörte.
Er war als beeideter Landesadvokat in Elbogen und später in Leitmeritz tätig und wurde in letztgenannter Stadt im Alter von 70 Jahren 1891 zum Bürgermeister gewählt. In dieser Funktion war er u. a. Förderer der Communal-Ober-Realschule. Außerdem war er vom Kaiser ernannter Obmann der Bezirksvertretungen Leitmeritz und Elbogen (ab 1865).
Ferner war er u. a. Vertrauensmann der Deutschen Vereine in Leitmeritz und Georgenthal am Erzgebirge.
Er lebte bis zu seinem 89. Lebensjahr in der Villa Augusta in der Lindenstraße 15 in Teplitz. Nach seinem Tod ließ ihn sein Sohn Karl Stradal, der damals Direktor der Aussig-Teplitzer Eisenbahn war, mit dem Zug nach Leitmeritz überführen und die sterblichen Überreste in der Familiengruft auf dem dortigen Friedhof beisetzen. Sein Grab ist bis heute erhalten geblieben.

## Ehrungen
- Ehrenbürger von Elbogen
- Ehrenbürger von Leitmeritz
- Ritter des Franz-Josephs-Orden